# Blondelia albopilosa
Blondelia albopilosa är en tvåvingeart som först beskrevs av Charles Howard Curran 1926.  Blondelia albopilosa ingår i släktet Blondelia och familjen parasitflugor.
Artens utbredningsområde är Jamaica. Inga underarter finns listade i Catalogue of Life.